# Neuroleon nubilatus
Neuroleon nubilatus är en insektsart som först beskrevs av Navás 1912.  Neuroleon nubilatus ingår i släktet Neuroleon och familjen myrlejonsländor. Inga underarter finns listade i Catalogue of Life.